# Zračna luka Domodedovo
Međunarodna zračna luka Domodedovo (rus. Московский аэропорт Домоде́дово) je najveća (od 2005.) međunarodna zračna luka u Rusiji. Poslužuje više od 20,43 milijuna putnika godišnje (podaci za 2008.). Nalazi se 42 km jugo‑jugoistočno od središta Moskve i jedna je od tri glavne zračne luke uz Zračnu luku Šeremetjevo i Zračnu luku Vnukovo.
Zračna luka je glavni gospodarski objekt gradskog okruga Domodedovo. Trenutno, broj zaposlenika u zračnoj luci je oko 15,3 tisuće ljudi, a prostire se na površini od 1,28 ha. U skladu s urbanističkim planiranjem za razvoj zračne luke "Domodedovo" za razdoblje do 2020. i perspektivom do 2050. godine, razvijenim od strane GUP MO "Mosgiproniseljstroj" (2005.), predviđa se povećanje ima zaposlenih u prvoj etapi (2020.) do 55,0 tisuća i budućnosti (2050.) za 87,5 tisuća, dok će se površina na 12,0 tisuća ha.
Kompleks zračne luke uključuje dvije nezavisne, paralelne uzletno-sletne staze (RWY1 i RWY2). One se nalaze dva kilometra jedna od druge, što Domodedovo čini jedinstvenom zračnom lukom Moskovovskog zrakoplovnog čvorišta, sposobno istovremeno izvoditi na svojim stazama polijetanje i slijetanje. Obje uzletno-sletne staze certificirane su od strane ICAO kategorija CAT IIIA. Rekonstrukcija RWY1 dopustila je da Domodedovo postane prva i jedina ruska zračna luka, koja ima mogućnost prihvatiti putnički zrakoplov Airbus A380.
Putnički terminal moskvovske zračne luke Domodedovo ima certifikat "C" IATA i prvi je u Rusiji, koji je certificiran po međunarodnom standardu kvalitete ISO 9001:2000.

## Povijest
- 1957. – 1963. — Izgradnja zračne luke radom zatvorenika odgojne radne kolonije № 36
- 1964. – 25. ožujka uspostavljen je prvi putnički let u Sverdlovsk (danas Ekaterinburg) sa zrakoplovom Tu-104.
- 1965. – 20. svibnja, cijeli kompleks zračne luke službeno je pušten u pogon.
- 1992. – zračna luka je dobila međunarodni status.
- 2000. – otvaranje obnovljenog putničkog terminala.
- 2005. – zračna luka Domodedovo postala je najvećom zračnom lukom moskovskog zrakoplovnog čvora, putnički promet iznosio je 13,960 milijuna putnika.
- 2006. – 29. svibnja glavna TWY-2 (vozna staza) nadograđena je do staze-3, koja će privremeno zamijeniti stazu-1, koja je zatvorena zbog rekonstrukcije.
- 2007. – 27. prosinca — puštanje u pogon obnovljene staze-1; staza-3 još jednom je postala glavna TWY-2.
- 2008. – Viši arbitražni sud je odbio Saveznu agenciju za upravljanje imovinom (Росимущество) u ispunjavanju uvjeta za prijenos u savezno vlasništvo zgrade terminala "Domodedovo", zaključivši višegodišnji skandalozni slučaj.
- 2009. – 16. listopada, prvi Airbus A380 sletio je u zračnu luku Domodedovo.[5]
- 2009. – 19. listopada, objavljena je smjena generalnog direktora zračne luke Sergeja Rudakova, stalnog voditelja aerokompleksa od 1996. U skoroj budućnosti bit će prebačen u rang savjetnika predsjednika upravnog odbora kompanije "East Line".[6] Novim šefom "Domodedova" imenovan je Vjačeslav Nekrasov, koji je prethodno bio na položaju direktora JSC "Rukovanje zračnom lukom Domodedovo".[7]
- 2009. – 17. prosinca — zračna luka Domodedovo započela istovremene samostalne letove sa svoje dvije uzletno-sletna staze, u skladu sa standardnom ICAO. Od tada je zračna luka Domodedovo postala jedinstveni aerodrom Moskovskog zrakoplovnog čvora, koji ima takve mogućnosti. To će, posebice, u budućnosti povećati kapacitet do 90 operacija polijetanja i slijetanja na sat.[8]

## Tehnički podaci
Zračna luka je pogodna za korištenje svih tipova zrakoplova domaće i strane proizvodnje. Ima dvije paralelne staze udaljene među osima 2 km (3500x75 i 3800x70 m) sa sintetičkim i armobetonskim pokrovom. Propusnost staza je 20 i 60 zrakoplova na sat pri redovnim meteorološkim uvjetima (za složene 7 i 12). Površina terminala u 2007. godini je 120.000 m².

## Prometna infrastruktura
Zračna luka povezana je autocestom s gradom Moskvom, dolazeći na Kaširsku brzu cestu, te željezničkom prugom koja se na stanici Domodedovo spaja sa željezničkom prugom Ožerelje – Moskva.
Od 2002., između Moskve (Paveletski kolodvor) i platforme "Aeroport" voze brzi vlakovi Aeroexpress (vrijeme putovanja — 40–45 minuta, sljedeći jedan za drugim non-stop).
Autobus broj 308 do metro stanice "Domodedovskaja", № 30 do grada Domodedovo, № 26 do stanice "Vzletnaja".

## Zanimljivostii
16. listopada 2009. najveći svjetski putnički zrakoplov Airbus A380 uspješno je sletio u zračnu luku Domodedovo. Domodedovo — tada jedinstvena zračna luka u Rusiji, koja je certificirana za primanje Airbusa A380. Ukupno je A380 boravio u Rusiji dva dana, tijekom kojih su njega pokazali rukovoditeljima kompanija i novinarima. Sudionicima ovog događaja bila je prilika ne samo promatrati pokazni let i slijetanje zrakoplova, nego i boraviti na palubi dvokatnog diva. Zrakoplov je ostao u Moskvi do 17. listopada, a zatim je otišao na Međunarodni Air Show u Seoulu (Južna Koreja).

## Vanjske poveznice
- Službena stranica
- On-line status leta  Arhivirana inačica izvorne stranice od 6. rujna 2007. (Wayback Machine)